# ゴッタルド峠
ゴッタルド峠（ゴッタルドとうげ、独: Sankt Gotthard, ザンクト・ゴットハルト、伊: San Gottardo, サン・ゴッタルド、日本ではフランス語読みのサンゴタール峠としても知られる）（標高2108メートル）はスイスのティチーノ州アイロロとウーリ州ゲシェネンの間にある峠である。スイスのドイツ語地域とイタリア語地域を結び、ミラノへ通じる道ともなっている。

## 歴史
古代から峠の存在は知られてきたが、13世紀前半まで一般的に交通路として用いられることはなかった。初夏には雪解けの水で溢れるシェレネン渓谷の急流を渡河し、アンデルマットまで狭く急峻な峠道を通り抜けなければならなく、遭難者も多発した。峠の名前は1236年頃にはバイエルン公国の聖人ヒルデスハイムのゴッタルドから名づけられている。

## 架橋
近隣の村の伝承によれば、ほぼ例年で峠を越えようとして溺れたりして遭難死した者は4月から5月に掛けてピークとなっていたようである。そのような困難な環境での架橋のために悪魔の橋と呼ばれるようになった橋がこの地に存在している。同じような環境で架けられて同じく悪魔の橋と呼ばれるようになった他の橋と並んで、アンティ・アールネによる民話集1191番に架橋の伝説が収録されている。
ロイス川を渡るのがあまりに困難だったため、あるスイスの牧夫が悪魔に橋を架けるように願った。すると悪魔が現れて、願いを引き受ける代わりに橋を最初に渡るものを生け贄に差し出すようにと条件をつけた。彼はそれを受け容れたが、橋が完成すると彼はヤギを先に渡らせて生け贄を回避した。この詐欺行為に怒った悪魔は岩をつかんで橋に投げつけようとしたが、ある老婆が十字架を岩に描いて悪魔が岩をつかむことができないようにした。
この伝説の岩は今も存在しており、1977年にゴッタルド道路トンネルの建設のためにこの220トンの岩は30万スイスフランを投じて127メートル移動させられている。
この架橋によりロイス川に沿って、北海へ注ぐライン川と、ティチーノ州からミラノの方へ流れて地中海に注ぐポー川の分水嶺を越えることができるようになった。ただし1775年に馬車の通れる改良された道路が建設されるまで、徒歩と駄獣のみが通行できる道であった。1799年にはフランス革命戦争に参加していたロシアのアレクサンドル・スヴォーロフ元帥がこの峠を通過している。

## トンネル
1888年には177人の犠牲者を出した全長15kmのゴッタルド鉄道トンネルが開通し、峠道を置き換えている。全長17kmのゴッタルド道路トンネルは1980年に53人の犠牲で開通している。峠を通過する第2鉄道トンネルであるゴッタルドベーストンネルが2016年6月1日に開通した。スイス政府は建設関連の死者を10人以下に抑えることを目標としていた。ベーストンネルの全長は57km、総延長は155㎞で、完成した時点で青函トンネルを抜いて世界最長の鉄道トンネルとなった。アルプトランジット計画の一環として建設されているチューリッヒやルガーノに近いツィンメルベルクベーストンネルとチェネリベーストンネルと合わせることで、旧トンネルを含む旧線のようなボトルネック区間がなくなりほぼ水平に通り抜けられるようになるため、従来3時間40分かかっていたチューリッヒからミラノまでの所要時間を1時間短縮し、1列車あたりのトン数や列車運行本数も増強されることになった。

## ギャラリー

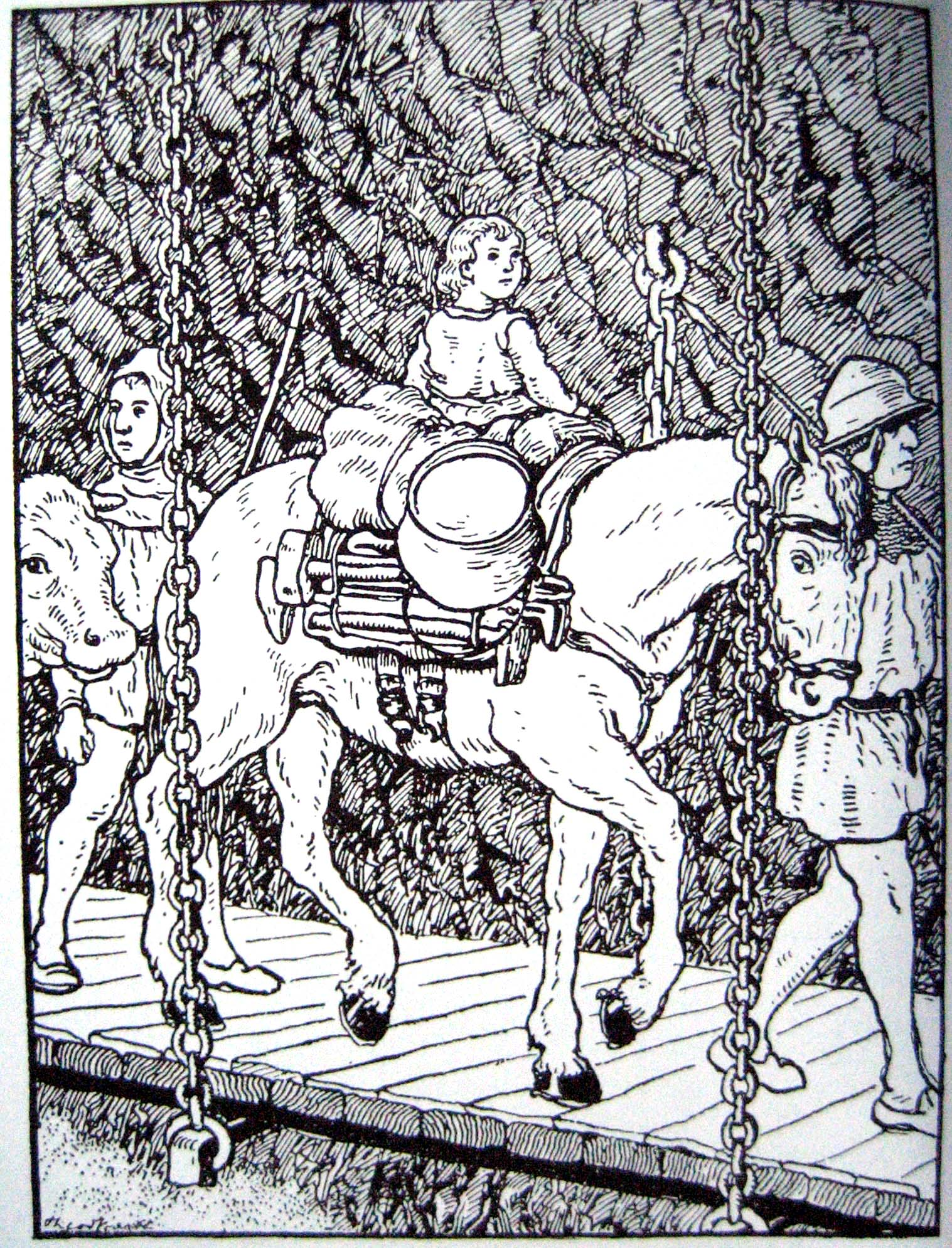
悪魔の橋の架橋以前にあった Twärrenbrücke の20世紀のイラスト。(Theodor Barth, 1919)鎖により吊られていたとする歴史的事実と異なる伝承に基づいて描かれている。
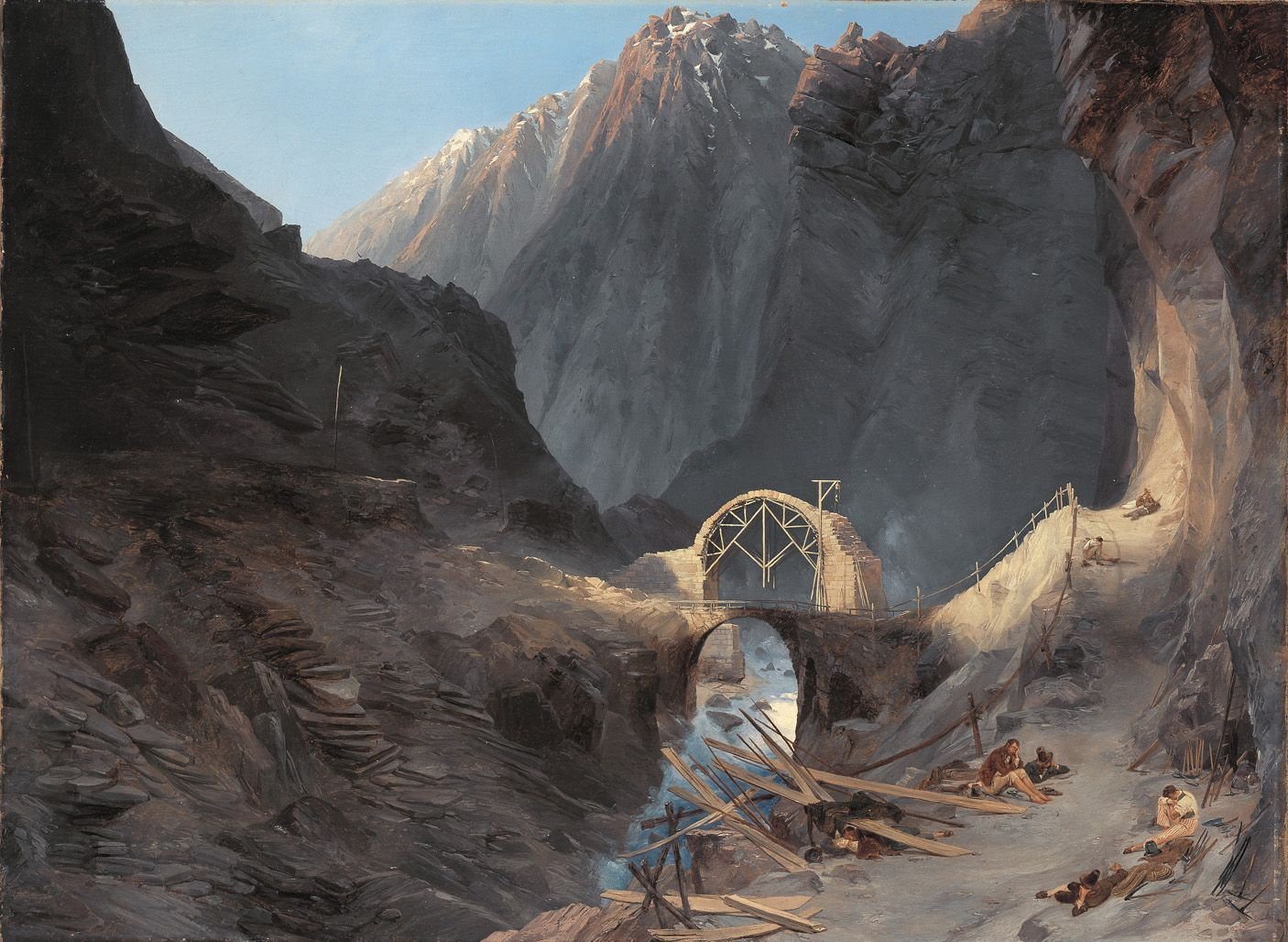
「悪魔の橋の建設」、カール・ブレッヒェン、c. 1833 (1830年竣工の2代目の橋の建設風景)
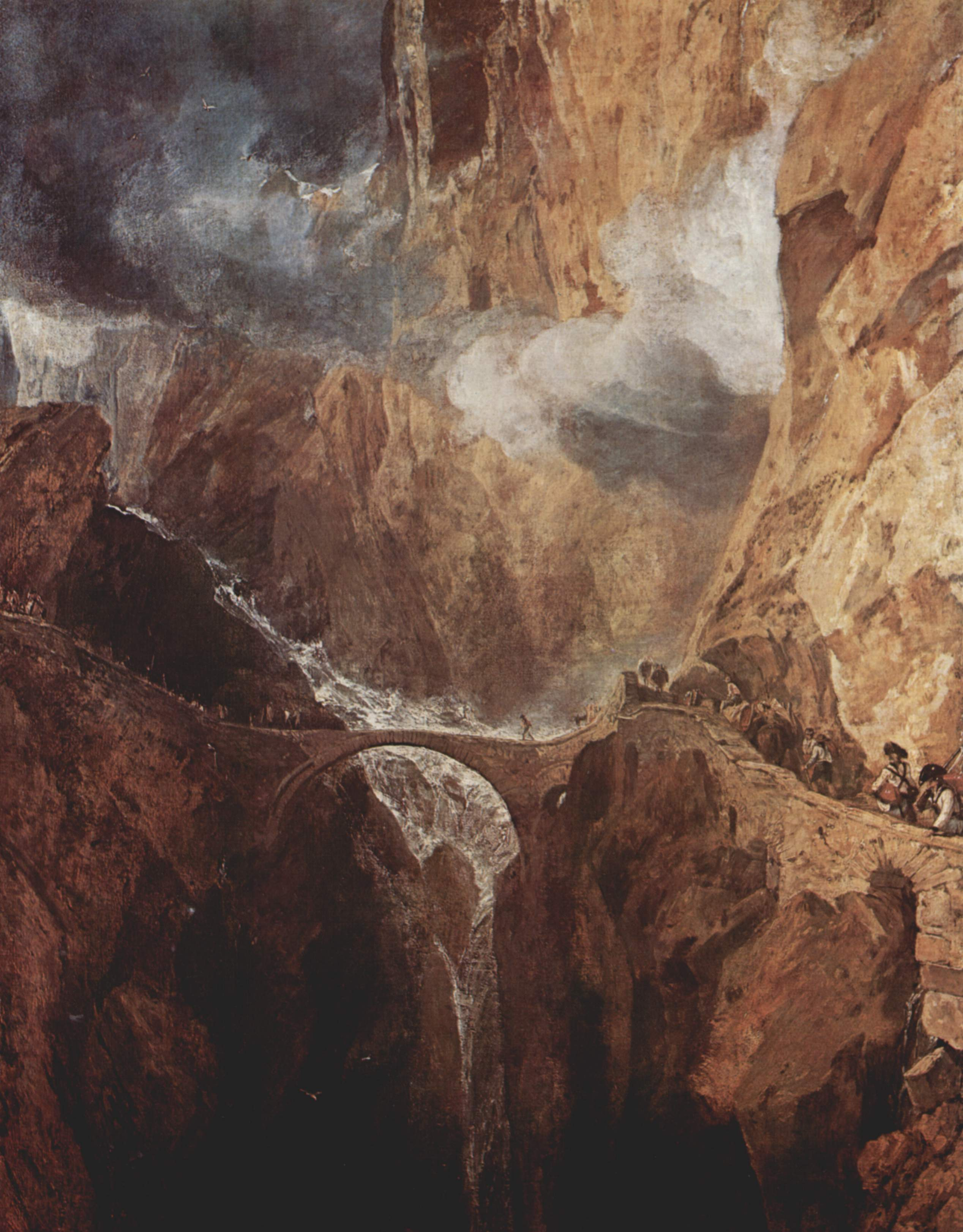
「ゴッタルド峠の眺め」、ターナー、1803 - 04年頃[5]2代目の悪魔の橋建設以前に描かれた絵画。
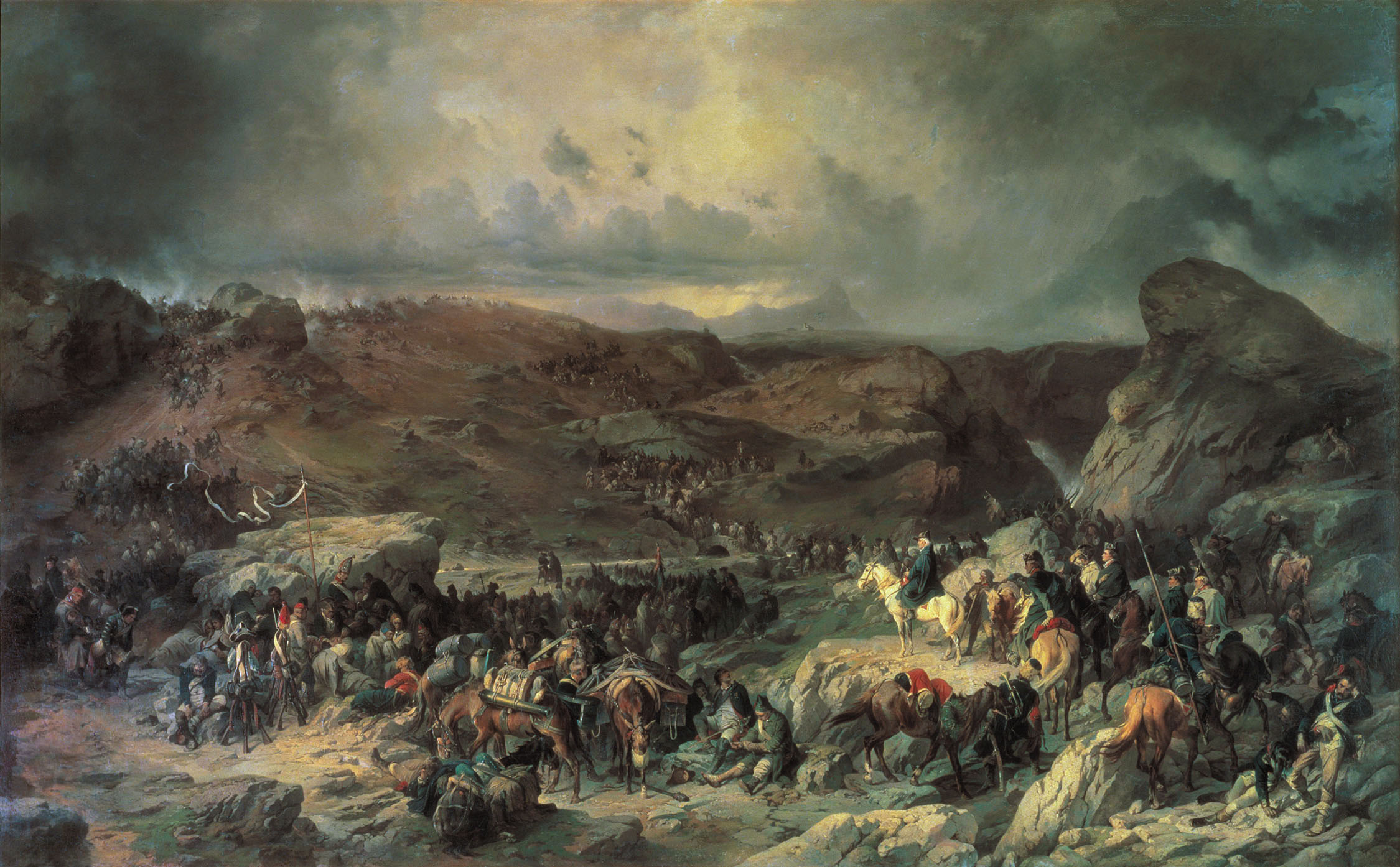
「ゴッタルド峠を通過するアレクサンドル・スヴォーロフ陸軍元帥」、Alexander Kotzebue
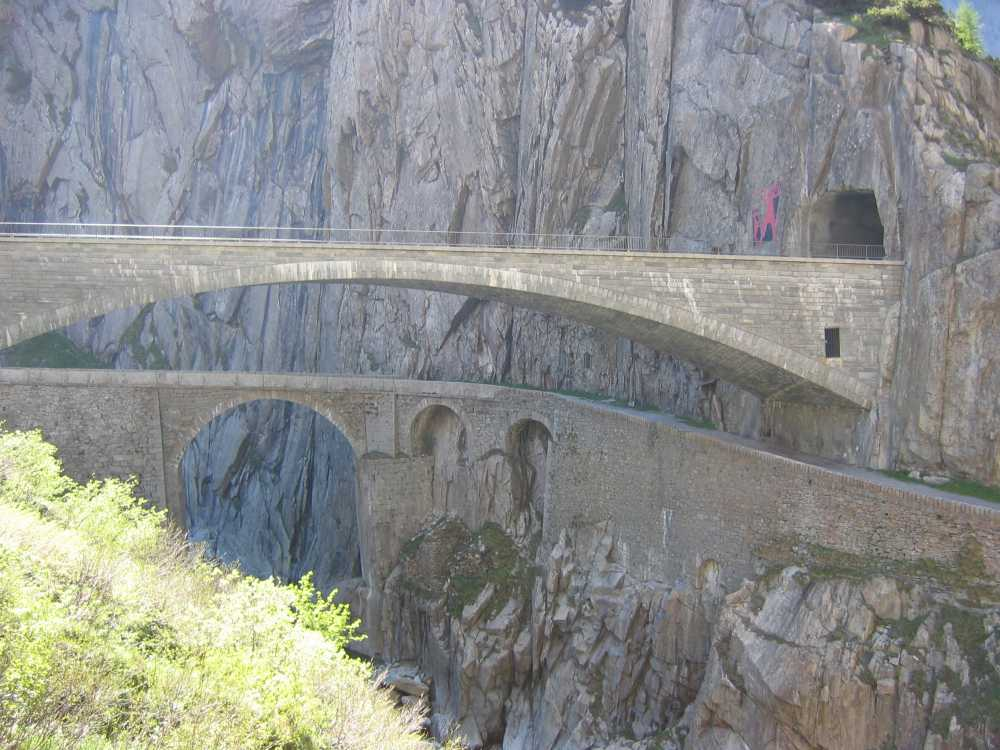
2代目の悪魔の橋（手前）と3代目のコンクリート製の悪魔の橋。初代の橋の基礎が手前に残る。